# Lillöjungsbotjärnen
Lillöjungsbotjärnen är en sjö i Ovanåkers kommun i Hälsingland och ingår i Ljusnans huvudavrinningsområde. Sjön har en area på 0,0657 kvadratkilometer och ligger 301,2 meter över havet.

## Delavrinningsområde
Lillöjungsbotjärnen ingår i det delavrinningsområde (683062-148222) som SMHI kallar för Inloppet i Ålkarsflugen. Medelhöjden är 323 meter över havet och ytan är 18,3 kvadratkilometer. Räknas de 3 avrinningsområdena uppströms in blir den ackumulerade arean 54,05 kvadratkilometer. Öjungsån som avvattnar avrinningsområdet har biflödesordning 4, vilket innebär att vattnet flödar genom totalt 4 vattendrag innan det når havet efter 161 kilometer. Avrinningsområdet består mestadels av skog (79 procent) och sankmarker (13 procent). Avrinningsområdet har 0,23 kvadratkilometer vattenytor vilket ger det en sjöprocent på 1,3 procent.